# Distrito de Diessenhofen
El distrito de Diessenhofen (en alemán Bezirk Diessenhofen) es uno de los ocho distritos del cantón de Turgovia. Su capital es la comuna de Diessenhofen.
El distrito será disuelto el 31 de diciembre de 2010 tras la entrada en vigor de la nueva ley de organización territorial del cantón de Turgovia. A partir del 1 de enero de 2011 todas sus comunas pasarán a ser parte del distrito de Frauenfeld.

## Geografía
El distrito se encuentra en el extremo noroeste del cantón a algunos kilómetros del lago de Constanza. Limita al norte con el cantón de Schaffhausen y el distrito de Constanza (GER-BW), al este con Steckborn, y al sur y oeste con Andelfingen (ZH).

## Comunas
| Distrito de Diessenhofen | Distrito de Diessenhofen | Distrito de Diessenhofen |
| Comunas                  | Población (31.12.2008)   | Superficie km²           |
| ------------------------ | ------------------------ | ------------------------ |
| Basadingen-Schlattingen  | 1669                     | 15.7                     |
| Diessenhofen             | 3260                     | 10.0                     |
| Schlatt                  | 1572                     | 15.5                     |
| Total (3)                | 6501                     | 41.2                     |

## Fusiones

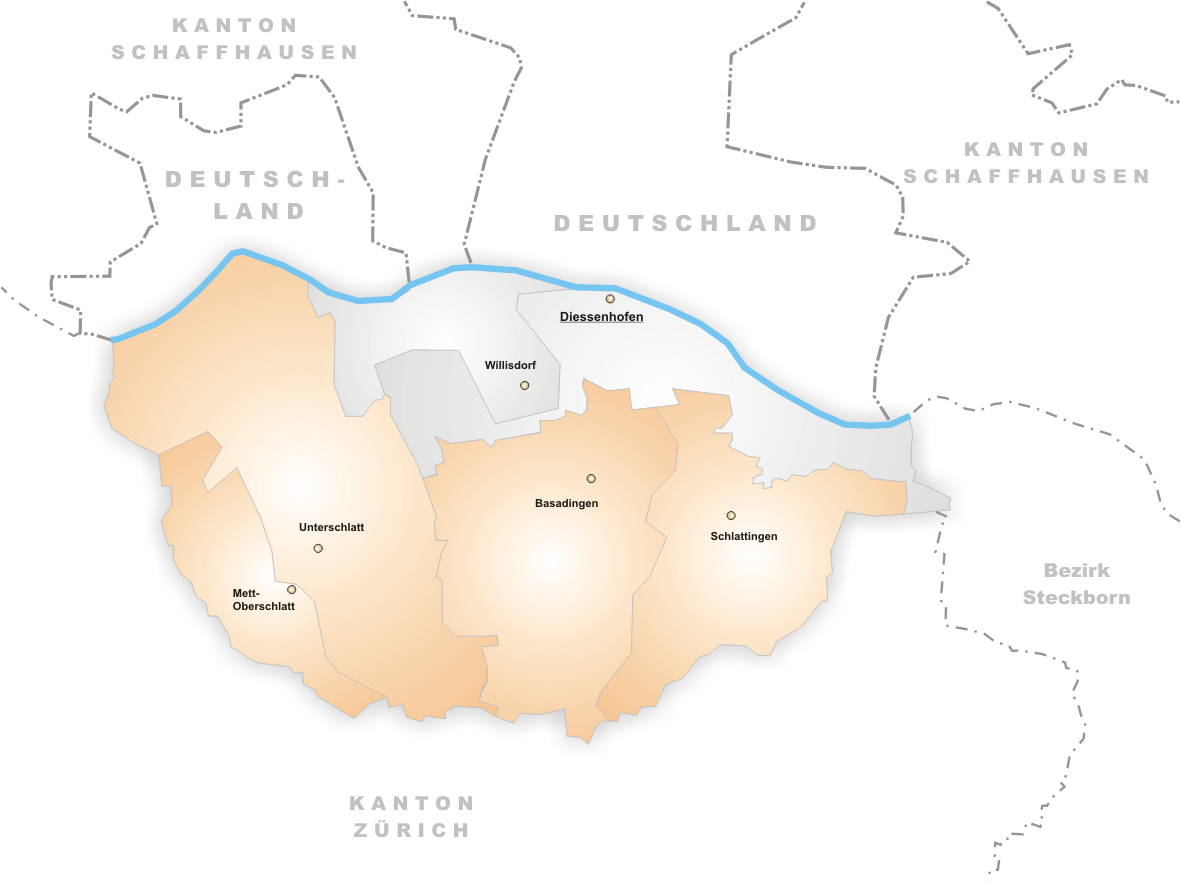
Comunas hasta 1998
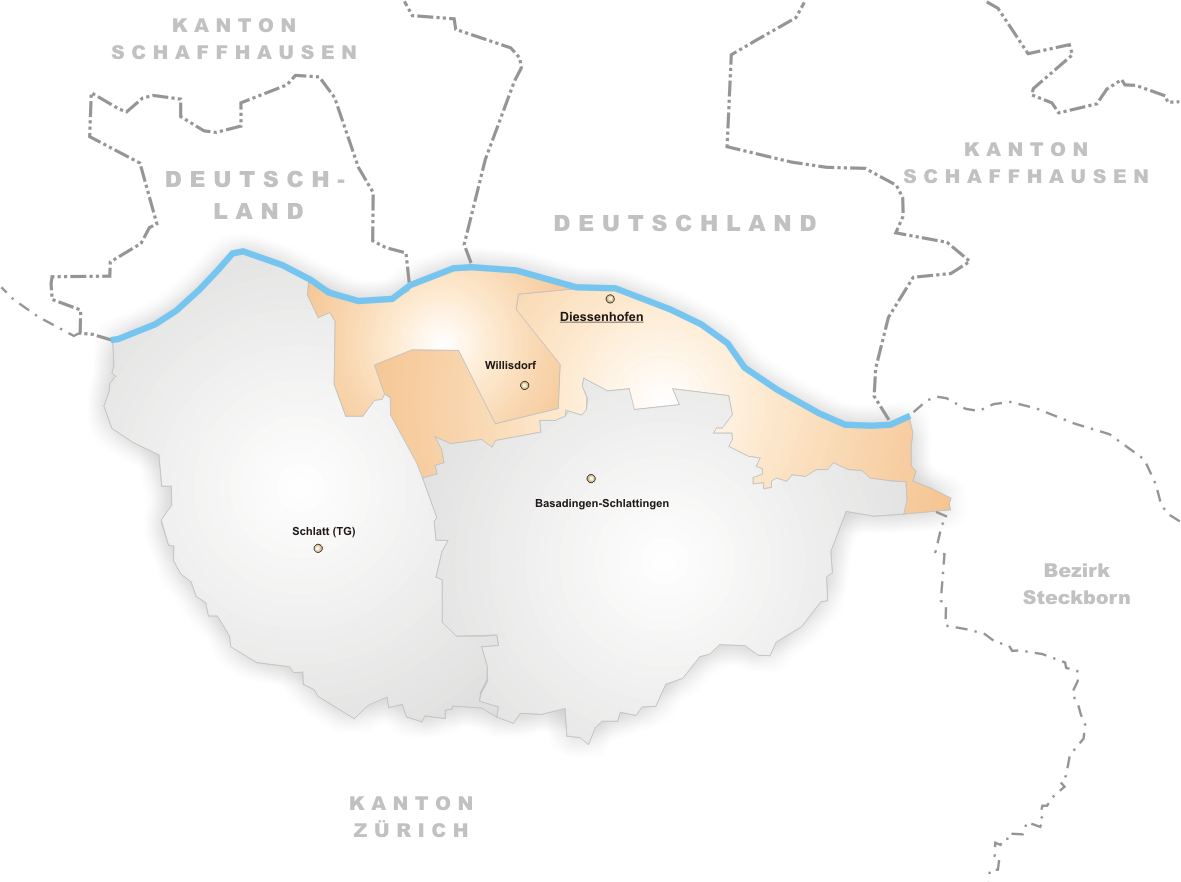
Comunas hasta 1999